# Gernrode (Eichsfeld)
Gernrode é um município da Alemanha localizado no distrito de Eichsfeld, estado da Turíngia.  Pertence ao verwaltungsgemeinschaft de Eichsfeld-Wipperaue.

## Demografia
Evolução da população (em 31 de dezembro):
| - 1994 - 1.618 - 1995 - 1.610 - 1996 - 1.611 - 1997 - 1.628 - 1998 - 1.680 | - 1999 - 1.697 - 2000 - 1.703 - 2001 - 1.721 - 2002 - 1.701 - 2003 - 1.691 | - 2004 - 1.690 - 2005 - 1.671 |

Fonte: Thüringer Landesamt für Statistik